# Nickenichita
La nickenichita és un mineral de la classe dels fosfats, que pertany al grup de l'al·luaudita. Rep el seu nom de la localitat on va ser descoberta, Nickenicher Sattel, a l'estat de Renània-Palatinat, a Alemanya.

## Característiques
La nickenichita és un fosfat de fórmula química (Na,Ca,Cu)1,6(Mg,Fe3+,Al)₃(AsO₄)₃. Cristal·litza en el sistema monoclínic. La seva duresa a l'escala de Mohs és 3.
Segons la classificació de Nickel-Strunz, la nickenichita pertany a «08.AC: Fosfats, etc. sense anions addicionals, sense H₂O, amb cations de mida mitjana i gran» juntament amb els següents minerals: howardevansita, al·luaudita, arseniopleïta, caryinita, ferroal·luaudita, hagendorfita, johil·lerita, maghagendorfita, varulita, ferrohagendorfita, bradaczekita, yazganita, groatita, bobfergusonita, ferrowyl·lieïta, qingheiïta, rosemaryita, wyl·lieïta, ferrorosemaryita, qingheiïta-(Fe2+), manitobaïta, marićita, berzeliïta, manganberzeliïta, palenzonaïta, schäferita, brianita, vitusita-(Ce), olgita, barioolgita, whitlockita, estronciowhitlockita, merrillita, tuïta, ferromerrillita, bobdownsita, chladniïta, fil·lowita, johnsomervilleïta, galileiïta, stornesita-(Y), xenofil·lita, harrisonita, kosnarita, panethita, stanfieldita, ronneburgita, tillmannsita i filatovita.

## Formació i jaciments
Va ser descoberta en una fumarola de la localitat de Nickenicher Sattel, a Eifel, Renània-Palatinat, Alemanya. També ha estat descrita a la fumarola Arsenàtnaia, al volcà Tolbàtxik, a l'óblast de Kamtxatka, Rússia. Es tracta dels dos únics indrets on ha estat trobada aquesta espècie.